# 오면직
오면직(吳冕稙, 1894년 6월 15일 ~ 1938년 4월 14일 또는 5월 16일)은 일제강점기의 기자, 독립운동가, 무정부주의자, 한국독립군 특무대장 비서, 맹혈단(猛血團) 단장이다. 이명은 오면직(吳冕植, 吳晃植), 양여주(楊汝舟), 마중량(馬仲良), 주효춘(朱曉春), 오철(吳哲) 등이다. 1963년 건국훈장 독립장이 추서되었다.

## 생애

### 생애 초반 (1894~1919)
1894년 6월 15일 황해도 안악에서 태어났다.
한국민족문화대백과사전에 따르면 대성중학을 중퇴하였다. 공훈전자사료관에 따르면 양산학교 중학부를 중퇴하였다.
중퇴 후 경성측량강습소에 들어가 3개월 간 수학하였다. 이후 평양 대성중학에 들어갔지만 그 역시 중퇴하고, 1911년 6월 평양 사동광업소 고방(高坊)출장소에서 약 1년간 측량기술 견습으로 있었다. 사동광업소에서 사직한 뒤 귀향하여 농업에 종사하는 한편, 구장(區長)에도 취임하였다.
1917년경 다시 사동광업소에 취직할 의도로 평양으로 갔다가 1919년 1월경 귀향하였다.

### 독립운동기

#### 3.1 운동 참가 (1919)
1919년 3·1운동이 일어나자 이에 참가하였으며, 이후 독립운동에 종사하였다.
《조선일보》 안악지국 기자와 《동아일보》 안악지국 기자로서 활동하였다. 민족주의자인 김동우, 한정교 등과 교류하는 한편, 해외로부터 들어온 《독립신문》을 탐독하였다.
1920년 독립군자금을 모금하고 진남포경찰서에 폭탄을 투척하였다.
1921년 11월 20일경 단둥, 펑텐, 톈진을 경유하여 상하이로 갔다. 오면직은 옛 스승인 김구를 만나 상하이에 있던 민족주의자들과 교류하였다.

#### 한국노병회 가입 (1922)
1922년 한국노병회가 결성되자 김구와 조상섭의 권유로 이에 가입하고, 한국노병회의 파견원으로 하난성 군관학교에 입학하였다. 그 후 펑위샹이 경영하던 육군병공창(陸軍兵工廠) 좌도부(銼刀部)에 들어갔다.

#### 김립 암살 (1922)
오면직은 독립운동자금을 횡령한 대한민국임시정부 비서장 김립을 김구의 지시로 사살하였다. 1921년 9월 23일 베를린에서 코민테른은 한형권에게 '임정의 내부분열 타개'를 조건으로 20만 루블을 지원하였다. 그리고 한형권은 20만 루블을 상하이로 가지고 왔지만 임정에 거의 내지 않고 이동휘 계열끼리만 비밀리에 사용했다. 이에 김구는 김립을 임정 공금 횡령범으로 단정하여 오면직, 노종균(盧種均)을 파견해 1922년 2월 6일 김립을 사살한 것이다.

#### 남화한인청년연맹 활동 (1930~1933)
오면직은 1925년 1월경 육군병공창 좌도부를 사직하고, 광둥·청두를 경유하여 1929년 여름 상하이로 갔다.
1930년 4월 20일 중국 상하이에서 무정부주의운동단체인 남화한인청년연맹이 조직되었다. 남화한인청년연맹은 재만조선무정부주의자연맹이 상하이로 철수하여 전투체제로 개편한 단체로, 맹원(盟員)은 유자명·유기석(柳基石, 일명 柳絮)·장도선(張道善)·정해리(鄭海理)·정화암·안공근·오면직·이현근(李炫謹) 등이었다. 남화한인청년연맹은 김구의 한인애국단과 협력하여 친일부역자들의 처단을 위해 투쟁했다. 1933년 상해에서 일본군과 내통한 옥관빈의 처단과, 엄형순(嚴亨淳)·이규호(李圭虎)의 친일분자 이용노 처단 등이 그것이다. 그밖에도 친일주구에 대한 총살 처단이 있었다.

##### 연충열·이규서·이종홍 처단 (1932)
윤봉길 의거 이후 상해의 일본군 헌병대와 총영사관이 독립운동자 탄압에 광분하자, 이에 편승한 밀정의 암약과 노골적 친일분자의 등장으로 상해 한인사회의 기류도 다소 혼탁해졌다. 그러나 남화한인청년연맹 등 몇몇 의열단체가 이를 좌시하지 않고, 밀정과 친일·부일배 숙청에 힘을 쏟았다.
남화한인청년연맹은 정화암이 주도하고 오면직·이달(李達) 등이 행동하여, 1932년 7월 연충열(延忠烈)과 이규서(李圭瑞)를, 1933년 5월 이종홍(李鍾洪)을 교살 처단했다.

##### 옥관빈 처단 (1933)
남화한인청년연맹은 엄순봉(嚴亨淳, 嚴舜奉)의 주도로 1933년 8월 친일거부 옥관빈을, 12월 상하이 프랑스 조계 공부국 형사의 지위를 악용해 온 옥성빈(玉成彬)을, 1935년 3월 조선인거류민회 부회장인 주구 이용로(李容魯)를 사살 처단했다.
오면직은 일제의 밀정 노릇을 한 옥관빈을 사살하는 데 참가하였다. 1933년 7월 22~23일경 옥관빈이 일본 군대를 위하여 약 2만 원어치의 재목을 제공하고 일본 관헌에게 혁명운동에 관한 밀정 행위를 한 사실이 포착되었다. 이에 오면직과 엄형순은 정화암과 연락을 취하면서 옥성빈(옥관빈의 형)의 집 맞은 편 중국인의 집 2층에 수일간 잠복하여 사살할 기회를 엿보았다. 1933년 8월 1일 밤 엄형순이 옥성빈의 집 앞으로 오던 옥관빈을 사살하였다. 8월 9일 상해연맹에서는 한인제간단의 명의로 '역도 옥관빈의 죄상을 선포한다'라는 제목의 참간장을 각 방면에 살포하여 옥관빈의 주구적 죄상을 6개조의 죄목으로 만천하에 폭로하였다.

#### 한국독립군 특무대장 비서 활동 (1934~1935)
1934년 김구가 한국독립군 특무대를 조직하고 대장이 되자 그의 비서가 되었다.
1935년 김구의 휘하를 떠났다.

#### 맹혈단 조직 및 활동 (1936)

##### 맹혈단 조직 (1936)
1936년 초 오면직은 중국 난징(南京)에서 맹혈단을 조직하여 단장이 되었다. 오면직은 김구와 밀접한 관계를 맺으면서 부일파 밀정 등을 처단한 것이 인적 배경이 되어 김창근(金昌根)·한도원(韓道源)·유형석(柳瀅錫)·김동우(金東宇) 등과 같이 무력적이고 적극적인 투쟁을 전개할 목적으로 이 단체를 조직하였다. 맹혈단에는 단장 오면직, 부단장 김창근, 그리고 주요 파괴 실행위원에는 한도원·유형석·김동우가 임명되었다.

##### 일본영사관 습격 미수 및 체포 (1936)
1936년 3월 오면직은 맹혈단 단원 10여 명을 데리고 상해 홍커우구(虹口區)에 있는 일본영사관의 아리요시 아키라(有吉明) 공사를 습격하고자 하였다. 일본영사관은 황푸강(黃浦江)과 쑤저우하(蘇州河)가 맞닿는 바이투교(白渡橋) 근처로, 미국·영국 영사관 등 4개국 영사관이 있었던 공동조계(共同租界) 안에 있었다. 그러나 오면직은 일본영사관을 폭파하기 위하여 바이투교를 건너 접근하다가 붙잡혔다. 한도원·유형석·김승은(金勝恩)과 같이 투옥되었다.

### 생애 후반

#### 사형 언도 및 사망 (1937~1938)
체포된 뒤 국내로 압송당하여 1937년 4월 16일 황해도 해주지방법원에서 사형언도를 받았다. 이에 오면직은 공소를 하였으나, 평양복심법원에서 사형이 확정되었다.
1938년 4월 14일 평양감옥 사형장에서 오면직에 대한 교수형이 집행되었다.

## 상훈
1963년 건국훈장 독립장이 추서되었다.